# Al buio
Al buio (The Front) è un romanzo della scrittrice statunitense Patricia Cornwell pubblicato nel 2008. Si tratta del secondo libro di una miniserie (trasposta anche in versione televisiva) con protagonista il fascinoso detective mulatto Winston (Win) Garano della polizia di Boston. Coprotagonista il Sostituto Procuratore Monique Lamont, capo di Win Garano.

## Trama
Win Garano viene incaricato dal Sostituto Procuratore Monique Lamont di chiarire un vecchio caso insoluto di omicidio. Una giovane inglese non vedente era stata stuprata ed uccisa ed alcuni indizi potrebbero far pensare a possibili legami con il serial killer che viene chiamato "lo strangolatore di Boston".
La bella Monique cerca in realtà notorietà mediatica e sia che Win fallisca sia che Win risolva il caso l'obiettivo sarà raggiunto.
Tra i due continua a crescere una tensione sessuale che evidenzierà più le loro meschinità umane che le loro indiscusse capacità professionali. Ancora una volta Win aiuterà Monique ad uscire da un problema che potrebbe costarle la carriera e per cui si trova sotto ricatto.

## Edizioni
- Patricia Cornwell, A rischio, Mondadori, 2008, ISBN 9788804585886.